# Медянка (приток Медяны)
Медянка — река в России, протекает в Нижегородской области. Правый приток реки Медяны.

## География
Река Медянка берёт начало в урочище Юрьевский. Течёт на север через населённые пункты Мяндровка, Ильинка, Бахметьевка, Болтинка и Александровка. Устье реки находится в 47 км по правому берегу реки Медяны. Длина реки составляет 22 км. 

## Данные водного реестра
По данным государственного водного реестра России относится к Верхневолжскому бассейновому округу, водохозяйственный участок реки — Сура от устья реки Алатырь и до устья, речной подбассейн реки — Сура. Речной бассейн реки — (Верхняя) Волга до Куйбышевского водохранилища (без бассейна Оки).
По данным геоинформационной системы водохозяйственного районирования территории РФ, подготовленной Федеральным агентством водных ресурсов:
- Код водного объекта в государственном водном реестре — 08010500412110000039302
- Код по гидрологической изученности (ГИ) — 110003930
- Код бассейна — 08.01.05.004
- Номер тома по ГИ — 10
- Выпуск по ГИ — 0